# Bàsquet Manresa 2021-2022
Questa voce raccoglie le informazioni riguardanti il Bàsquet Manresa nelle competizioni ufficiali della stagione 2021-2022.

## Stagione
La stagione 2021-2022 del Bàsquet Manresa è la 48ª nel massimo campionato spagnolo di pallacanestro, la Liga ACB.

## Roster
Aggiornato al 8 maggio 2022.
| BAXI Manresa 2021-22 | BAXI Manresa 2021-22 |
| Giocatori            | Staff tecnico        |
| -------------------- | -------------------- |

| N. | Naz.                                      | Ruolo | Nome              | Anno | Alt.   | Peso   |  |
| -- | ----------------------------------------- | ----- | ----------------- | ---- | ------ | ------ |  |
| 0  | Senegal (bandiera)                        | P     | Brancou Badio     | 1999 | 191 cm | 85 kg  |  |
| 1  | Francia (bandiera)                        | P     | Sylvain Francisco | 1997 | 185 cm | 80 kg  |  |
| 1  | Gambia (bandiera) · Spagna (bandiera)     | A     | Musa Sagnia       | 2003 | 201 cm |        |  |
| 3  | Spagna (bandiera)                         | P     | Toni Naspler      | 2003 | 197 cm |        |  |
| 5  | Spagna (bandiera)                         | G     | Guillem Jou (C)   | 1997 | 196 cm | 80 kg  |  |
| 6  | Spagna (bandiera)                         | P     | Dani García       | 1998 | 185 cm | 80 kg  |  |
| 11 | Nigeria (bandiera)                        | AG    | Chima Moneke      | 1995 | 198 cm | 101 kg |  |
| 12 | Lettonia (bandiera)                       | AG    | Mārcis Šteinbergs | 2001 | 208 cm | 85 kg  |  |
| 16 | Spagna (bandiera)                         | G     | Txemi Urtasun     | 1984 | 193 cm | 84 kg  |  |
| 17 | Spagna (bandiera)                         | G     | Rafael Martínez   | 1982 | 190 cm | 82 kg  |  |
| 19 | Finlandia (bandiera)                      | AP    | Elias Valtonen    | 1999 | 201 cm | 90 kg  |  |
| 21 | Belgio (bandiera)                         | C     | Ismaël Bako       | 1995 | 208 cm | 95 kg  |  |
| 22 | Argentina (bandiera) · Polonia (bandiera) | AP    | Juan Pablo Vaulet | 1996 | 199 cm | 91 kg  |  |
| 31 | Lettonia (bandiera)                       | AP    | Jānis Bērziņš     | 1993 | 201 cm | 96 kg  |  |
| 32 | Stati Uniti (bandiera)                    | G     | Joe Thomasson     | 1993 | 193 cm | 75 kg  |  |
| 33 | Stati Uniti (bandiera)                    | AG    | Luke Maye         | 1997 | 203 cm | 109 kg |  |
| 55 | Spagna (bandiera)                         | P     | Daniel Pérez      | 1990 | 188 cm | 85 kg  |  |
| 77 | Spagna (bandiera)                         | C     | Yankuba Sima      | 1996 | 211 cm | 100 kg |  |

| Allenatore                                                                       |
| - Pedro Martínez                                                                 |
| Assistente/i                                                                     |
| - Salva Camps - Marc Estany Legenda - (C) Capitano - (IN) Inattivo - Infortunato |

## Mercato

### Sessione estiva
| Acquisti | Acquisti          | Acquisti         | Acquisti      | Acquisti |
| R.a      | Nome              | da               | Modalità      |          |
| -------- | ----------------- | ---------------- | ------------- | -------- |
| P        | Sylvain Francisco | Roanne           | svincolato    |          |
| G        | Joe Thomasson     | Hap. Gilboa G.E. | svincolato    |          |
| AP       | Elias Valtonen    | Tigers Tubinga   | svincolato    |          |
| AP       | Jānis Bērziņš     | Zielona Góra     | svincolato    |          |
| AG       | Chima Moneke      | Orléans Loiret   | svincolato    |          |
| AG       | Luke Maye         | Aquila Trento    | svincolato    |          |
| AG       | Mārcis Šteinbergs | Gran Canaria     | svincolato    |          |
| C        | Ismaël Bako       | ASVEL            | svincolato    |          |
| C        | Jordan Sakho      | S.P. Burgos      | fine prestito |          |

| Cessioni | Cessioni          | Cessioni           | Cessioni       | Cessioni |
| R.       | Nome              | a                  | Modalità       |          |
| -------- | ----------------- | ------------------ | -------------- | -------- |
| P        | Frankie Ferrari   | Bamberger          | fine contratto |          |
| P        | Melwin Pantzar    | Real Valladolid    | fine contratto |          |
| P        | Marc Peñarroya    | Palma              | prestito       |          |
| PG       | Makai Mason       | Free agent         | fine contratto |          |
| G        | Matt Janning      | Kawasaki Brave Th. | fine contratto |          |
| G        | Deividas Dulkys   |                    | ritirato       |          |
| AP       | Juan Pablo Vaulet | AEK Atene          | fine contratto |          |
| A        | Pau Treviño       | Navarra            | prestito       |          |
| AG       | Seth Hinrichs     | Amburgo Towers     | fine contratto |          |
| AG       | Eulis Báez        | Leones S. Domingo  | fine contratto |          |
| C        | Scott Eatherton   | Nagoya D. Dolphins | fine contratto |          |
| C        | Martynas Sajus    | Bayreuth           | fine contratto |          |
| C        | Jordan Sakho      | Breogán            | fine contratto |          |

### Dopo l'inizio della stagione
| Acquisti | Acquisti          | Acquisti          | Acquisti         | Acquisti   |
| R.       | Nome              | da                | Data             | Modalità   |
| -------- | ----------------- | ----------------- | ---------------- | ---------- |
| AP       | Juan Pablo Vaulet | AEK Atene         | 21 dicembre 2021 | svincolato |
| G        | Txemi Urtasun     | Panteras de Ag.   | 10 gennaio 2022  | svincolato |
| P        | Brancou Badio     | Skyl. Francoforte | 10 maggio 2022   | svincolato |

| Cessioni | Cessioni      | Cessioni | Cessioni         | Cessioni    |
| R.       | Nome          | a        | Data             | Modalità    |
| -------- | ------------- | -------- | ---------------- | ----------- |
| AP       | Jānis Bērziņš | Larisa   | 14 gennaio 2022  | rescissione |
| G        | Txemi Urtasun | Girona   | 24 febbraio 2022 | rescissione |